# 2012-es GP2 belga nagydíj
A 2012-es GP2 belga nagydíj volt a 2012-es GP2-szezon tizedik versenye, amelyet 2012. szeptember 1. és szeptember 2. között rendeztek meg a belgiumi Circuit de Spa-Francorchampson, Spában, a 2012-es Formula–1 belga nagydíj betétfutamaként.

## Időmérő
| Helyezés | Rajtszám | Versenyző           | Csapat                  | Idő      | Rajthely |
| -------- | -------- | ------------------- | ----------------------- | -------- | -------- |
| 1        | 27       | Rio Haryanto        | Carlin                  | 2:17.535 | 1        |
| 2        | 9        | James Calado        | Lotus GP                | 2:17.643 | 2        |
| 3        | 10       | Esteban Gutiérrez   | Lotus GP                | 2:17.736 | 3        |
| 4        | 7        | Marcus Ericsson     | iSport International    | 2:18.058 | 4        |
| 5        | 8        | Jolyon Palmer       | iSport International    | 2:18.368 | 5        |
| 6        | 3        | Davide Valsecchi    | DAMS                    | 2:18.397 | 6        |
| 7        | 18       | Sergio Canamasas    | Venezuela GP Lazarus    | 2:18.582 | 7        |
| 8        | 5        | Fabio Leimer        | Racing Engineering      | 2:18.603 | 8        |
| 9        | 4        | Felipe Nasr         | DAMS                    | 2:18.801 | 9        |
| 10       | 12       | Giedo van der Garde | Caterham Racing         | 2:18.930 | 10       |
| 11       | 14       | Stefano Coletti     | Scuderia Coloni         | 2:19.328 | 11       |
| 12       | 6        | Nathanaël Berthon   | Racing Engineering      | 2:19.721 | 12       |
| 13       | 26       | Max Chilton         | Carlin Motorsport       | 2:19.803 | 13       |
| 14       | 15       | Fabio Onidi         | Scuderia Coloni         | 2:20.100 | 14       |
| 15       | 2        | Josef Král          | Barwa Addax Team        | 2:20.224 | 15       |
| 16       | 24       | Victor Guerin       | Ocean Racing Technology | 2:20.289 | 16       |
| 17       | 17       | Julián Leal         | Trident Racing          | 2:20.455 | 17       |
| 18       | 20       | Ricardo Teixeira    | Rapax                   | 2:20.484 | 18       |
| 19       | 23       | Luiz Razia          | Arden International     | 2:20.712 | 19       |
| 20       | 11       | Rodolfo González    | Caterham Racing         | 2:20.752 | 20       |
| 21       | 25       | Nigel Melker        | Ocean Racing Technology | 2:20.888 | 21       |
| 22       | 21       | Daniël de Jong      | Rapax                   | 2:20.921 | 22       |
| 23       | 16       | Stéphane Richelmi   | Trident Racing          | 2:21.070 | 23       |
| 24       | 22       | Simon Trummer       | Arden International     | 2:21.790 | 24       |
| 25       | 1        | Johnny Cecotto, Jr. | Barwa Addax Team        | 2:21.942 | 25       |
| 26       | 19       | René Binder         | Venezuela GP Lazarus    | 2:22.795 | 26       |

## Főverseny
| Helyezés                                                                       | Rajtszám | Versenyző           | Csapat                  | Futott kör | Idő/Kiesés oka | Rajthely | Pont      |
| ------------------------------------------------------------------------------ | -------- | ------------------- | ----------------------- | ---------- | -------------- | -------- | --------- |
| 1                                                                              | 7        | Marcus Ericsson     | iSport International    | 25         | 1:55:36.519    | 4        | 25        |
| 2                                                                              | 9        | James Calado        | Lotus GP                | 25         | +11.530        | 2        | 18        |
| 3                                                                              | 3        | Davide Valsecchi    | DAMS                    | 25         | +13.604        | 6        | 15        |
| 4                                                                              | 2        | Josef Král          | Barwa Addax Team        | 25         | +15.098        | 15       | 12        |
| 5                                                                              | 12       | Giedo van der Garde | Caterham Racing         | 25         | +15.482        | 10       | 12 (10+2) |
| 6                                                                              | 23       | Luiz Razia          | Arden International     | 25         | +16.903        | 19       | 8         |
| 7                                                                              | 17       | Julián Leal         | Trident Racing          | 25         | +26.615        | 17       | 6         |
| 8                                                                              | 4        | Felipe Nasr         | DAMS                    | 25         | +28.903        | 9        | 4         |
| 9                                                                              | 16       | Stéphane Richelmi   | Trident Racing          | 25         | +29.230        | 23       | 2         |
| 10                                                                             | 27       | Rio Haryanto        | Marussia Carlin         | 25         | +29.568        | 1        | 5 (1+4)   |
| 11                                                                             | 10       | Esteban Gutiérrez   | Lotus GP                | 25         | +31.182        | 3        |           |
| 12                                                                             | 26       | Max Chilton         | Marussia Carlin         | 25         | +32.160        | 13       |           |
| 13                                                                             | 21       | Daniël de Jong      | Rapax                   | 25         | +37.340        | 22       |           |
| 14                                                                             | 6        | Nathanaël Berthon   | Racing Engineering      | 25         | +39.130        | 12       |           |
| 15                                                                             | 22       | Simon Trummer       | Arden International     | 25         | +49.936        | 24       |           |
| 16                                                                             | 15       | Fabio Onidi         | Scuderia Coloni         | 25         | +54.918        | 14       |           |
| 17                                                                             | 1        | Johnny Cecotto, Jr. | Barwa Addax Team        | 25         | +58.788        | 25       |           |
| 18                                                                             | 20       | Ricardo Teixeira    | Rapax                   | 25         | +1:25.639      | 18       |           |
| 19                                                                             | 19       | René Binder         | Venezuela GP Lazarus    | 24         | +1 kör         | 26       |           |
| 20                                                                             | 14       | Stefano Coletti     | Scuderia Coloni         | 22         | +3 kör         | 11       |           |
| Ki                                                                             | 24       | Víctor Guerin       | Ocean Racing Technology | 21         |                | 16       |           |
| Ki                                                                             | 8        | Jolyon Palmer       | iSport International    | 18         |                | 5        |           |
| Ki                                                                             | 18       | Sergio Canamasas    | Venezuela GP Lazarus    | 11         |                | 7        |           |
| Ki                                                                             | 25       | Nigel Melker        | Ocean Racing Technology | 2          |                | 21       |           |
| Ki                                                                             | 11       | Rodolfo González    | Caterham Racing         | 0          |                | 20       |           |
| Ki                                                                             | 5        | Fabio Leimer        | Racing Engineering      | 0          |                | 8        |           |
| Leggyorsabb kör: Giedo van der Garde (Caterham Racing) – 2:00,666 (12. körben) |          |                     |                         |            |                |          |           |

## Sprintverseny
| Helyezés                                                        | Rajtszám | Versenyző           | Csapat                  | Futott kör | Idő/Kiesés oka | Rajthely | Pont    |
| --------------------------------------------------------------- | -------- | ------------------- | ----------------------- | ---------- | -------------- | -------- | ------- |
| 1                                                               | 2        | Josef Král          | Barwa Addax Team        | 18         | 36:59.474      |          | 15      |
| 2                                                               | 4        | Felipe Nasr         | DAMS                    | 18         | +5.109         |          | 12      |
| 3                                                               | 9        | James Calado        | Lotus GP                | 18         | +5.290         |          | 10      |
| 4                                                               | 7        | Marcus Ericsson     | iSport International    | 18         | +6.335         |          | 8       |
| 5                                                               | 5        | Fabio Leimer        | Racing Engineering      | 18         | +11.041        |          | 6       |
| 6                                                               | 16       | Stéphane Richelmi   | Trident Racing          | 18         | +24.694        |          | 4       |
| 7                                                               | 27       | Rio Haryanto        | Marussia Carlin         | 18         | +25.237        |          | 2       |
| 8                                                               | 14       | Stefano Coletti     | Scuderia Coloni         | 18         | +25.957        |          | 3 (1+2) |
| 9                                                               | 17       | Julián Leal         | Trident Racing          | 18         | +26.257        |          |         |
| 10                                                              | 8        | Jolyon Palmer       | iSport International    | 18         | +27.441        |          |         |
| 11                                                              | 21       | Daniël de Jong      | Rapax                   | 18         | +32.681        |          |         |
| 12                                                              | 15       | Fabio Onidi         | Scuderia Coloni         | 18         | +35.830        |          |         |
| 13                                                              | 10       | Esteban Gutiérrez   | Lotus GP                | 18         | +35.928        |          |         |
| 14                                                              | 11       | Rodolfo González    | Caterham Racing         | 18         | +37.222        |          |         |
| 15                                                              | 20       | Ricardo Teixeira    | Rapax                   | 18         | +37.867        |          |         |
| 16                                                              | 22       | Simon Trummer       | Arden International     | 18         | +38.387        |          |         |
| 17                                                              | 19       | René Binder         | Venezuela GP Lazarus    | 18         | +41.470        |          |         |
| 18                                                              | 24       | Víctor Guerin       | Ocean Racing Technology | 18         | +47.175        |          |         |
| 19                                                              | 6        | Nathanaël Berthon   | Racing Engineering      | 18         | +52.735        |          |         |
| 20                                                              | 23       | Luiz Razia          | Arden International     | 18         | +56.434        |          |         |
| 21                                                              | 12       | Giedo van der Garde | Caterham Racing         | 18         | +1:19.121      |          |         |
| 22                                                              | 26       | Max Chilton         | Marussia Carlin         | 18         | +1:22.927      |          |         |
| Ki                                                              | 18       | Sergio Canamasas    | Venezuela GP Lazarus    | 9          |                |          |         |
| Ki                                                              | 3        | Davide Valsecchi    | DAMS                    | 9          |                |          |         |
| Ki                                                              | 1        | Johnny Cecotto, Jr. | Barwa Addax Team        | 0          |                |          |         |
| Leggyorsabb kör: Stefano Coletti (Rapax) – 2:01,763 (5. körben) |          |                     |                         |            |                |          |         |